# Sheva Kehilot
Les Sheva Kehilot (hébreu : שֶבַע קְהִלּוֹת; allemand : Siebengemeinden; hongrois : Hét hitközség) est le nom hébraïque donné aux sept anciennes communautés juives situées à Kismarton (aujourd'hui Eisenstadt) et dans ses environs, de la fin du XVIIe siècle jusqu'à la Seconde Guerre mondiale. Elles sont parfois dénommées les sept communautés d'Esterházy.

## Historique desSheva Kehilot

### Origine des communautés

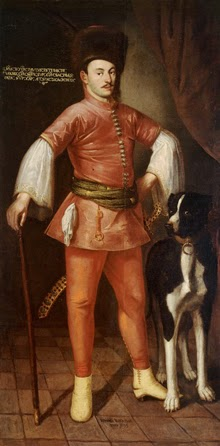
Paul Ier Esterházy de Galántha

Le Burgenland, aujourd'hui un des Länder de la république d'Autriche, faisait partie avant la Première Guerre mondiale du royaume de Hongrie au sein de l'Autriche-Hongrie. 
Selon une légende, des Juifs se seraient installés dans la région au VIIIe siècle, mais le premier document faisant état de Juifs à Eisenstadt date de 1296. Les Juifs sont aussi mentionnés dans les privilèges de la ville d'Eisenstadt de 1373. À partir de 1491, quand la région est sous administration de Basse-Autriche, les communité juives du Burgenland sont régis par les seigneurs locaux, qui les traitent relativement correctement. En 1496, l'empereur Maximilien 1er réinstalle dans la région les Juifs chassés de Styrie. En 1529, Ferdinand 1er renouvelle les privilèges juifs pour Eisenstadt, Mattersdorf (renommé Mattersburg en 1924) et Kobersdorf. Les communautés juives du Burgenland commencent à prospérer quand entre 1622 et 1626, elles passent sous la protection des comtes Esterházy pour les communautés du nord; les communautés juives du sud de Rechnitz, de Güssing et de Schlaining sont protégés par les comtes Batthyány, et les autres par les comtes Nádasdy.
À partir de 1647, la région est administrée en tant que partie de la Hongrie dans le cadre de la monarchie des Habsbourg. Lors de l'expulsion des Juifs de Basse-Autriche en 1670-1671, les communautés de Eisenstadt, de Kobersdorf et de Mattersdorf sont aussi obligées de s'exiler, mais ces trois communautés sont transférées par les Esterházy vers d'autres localités de leur territoire et sont rapidement autorisé à retourner dans leur village d'origine. Aux alentours de 1700, 12 communautés juives sont installées dans le Burgenland. Ces communautés se sont établies après 1670, quand Paul Ier Esterházy de Galántha accepte les Juifs expulsés de Vienne par Léopold Ier. 
Les sept communautés (Sheva Kehilot) actuellement en Autriche dans le Land du Burgenland, appartenaient initialement à la Hongrie et étaient composées des communautés situées dans les villes suivantes: 
| Population juives dans les Sheva Kehilot                |      |       |      |      |      |
| Localité                                                | 1735 | 1857  | 1880 | 1920 | 1934 |
| Eisenstadt hongrois : Kismarton                         | 600  | 701   | 531  | 260  | 225  |
| Mattersburg\|Mattersdorf hongrois : Nagymarton          | 375  | 954   | 712  | 464  | 511  |
| Kobersdorf hongrois : Kabold                            | 184  | 600   | 394  | 284  | 172  |
| Lackenbach hongrois : Lakompak                          | 449  | 1 155 | 666  | 395  | 346  |
| Frauenkirchen hongrois : Boldogasszonyfalva             | 193  | 782   | 629  | 399  | 386  |
| Kittsee hongrois : Köpcsény                             | 246  | 376   | 111  | 88   | 62   |
| Deutschkreutz hongrois : Sopronkeresztúr/Németkeresztúr | 222  | 1 244 | 476  | 496  | 433  |

 .
Le recensement de 1910, effectué sur la population totales des villes et villages donne pour les différentes localité le nombre de Juifs et leur pourcentage dans la population totale:   
- Alsókismartonhegy (Unterberg, maintenant rattaché à Eisenstadt): 276 Juifs (soit: 79,3% du nombre total d'habitants de la localité.)
- Felsőkismartonhegy (Oberberg, maintenant rattaché à Eisenstadt): 58 Juifs (soit: 4,4%)
- Kismarton (Eisenstadt): 168 Juifs (soit: 5,5%)
- Lakompak (Lackenbach): 464 Juifs (soit: 27,8%)
- Kabold (Kobersdorf): 256 Juifs (soit: 20,2%)
- Sopronkeresztúr (Deutschkreutz): 621 Juifs (soit: 18,6%)
- Boldogasszony (Frauenkirchen): 412 Juifs (soit: 15,1%)
- Nagymarton (Mattersdorf, maintenant Mattersburg): 511 Juifs (soit: 13,5%)
- Köpcsény (Kittsee): 92 Juifs (soit: 2,9%)

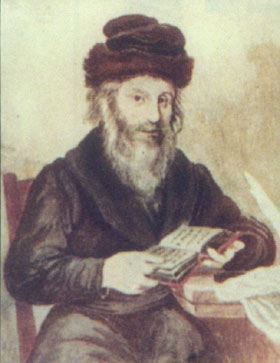
Hatam Sofer, rabbin de Mattersdorf

A l'origine, Neufeld an der Leitha (hongrois : Lajtaújfalu), huitième communauté, était associée aux sept autres communautés, mais elle est dissoute en 1739 par un décret seigneurial contre lequel il n'était pas possible de faire appel.  
La majorité des Juifs appartenant à une des Sheva Kehilot sont des Juifs orthodoxes. Les plus pieux vivent principalement à Nagymarton (Mattersdorf) et à Sopronkeresztúr (Deutschkreutz) où se trouvent d'importantes yechivot. C'est à Mattersdorf qu'exerça, entre autres, de 1798 à 1806 le célèbre rabbin Moïse Schreiber, connu sous le nom de Hatam Sofer.
Pour être protégés par les Esterházy, les Juifs des Sheva Kehilot doivent payer des droits de protection au prince concerné. En contrepartie, ils s'appellent fièrement Hochfürstlich Esterházy Schutzjuden (Juifs protégés du Grand-Duché d'Esterházy).
Ces communautés sont parmi les plus prestigieuses et les plus célèbres, non seulement en Europe centrale mais aussi en Europe de l'Est, pour leurs privilèges, leur prospérité, leur religiosité et leur culture juive avancée.

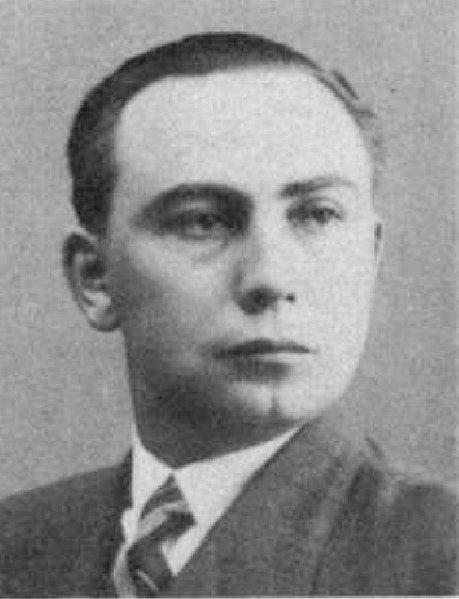
Le Gauleiter Tobias Portschy, liquidateur des Juifs du Burgenland

### Destruction des communautés
Les Sheva Kehilot sont victimes de la Shoah perpétrée par le régime nazi après l'annexion de l'Autriche à l'Allemagne nazie. Leur destruction est indissociable du nom du Gauleiter Tobias Portschy, qui dès novembre 1938 déclare le Burgenland judenfrei (libre de Juifs), après que les habitants juifs eurent été contraints d'abandonner leur foyer en quelques jours. Beaucoup sont victimes d'une vague d'aryanisation sauvage, au cours de laquelle des membres du parti nazi, des sympathisants et même des voisins vont s'enrichir. Les Juifs du Burgenland sont transportés à Vienne où la communauté juive de Vienne va venir à leur aide en leur procurant un hébergement provisoire. Environ deux tiers des juifs du Burgenland réussissent à émigrer. Ils émigrent principalement vers Londres, Manchester, New York, Ramat Gan ou Tel Aviv en Palestine, Budapest, Buenos Aires ou Shanghai. Tous ceux qui sont restés, sont déportés à partir de 1939 dans les ghettos et camps de concentration comme ceux de Riga, de Buchenwald, d'Ungvár, de Miskolc, de Kielce, de Minsk, de Nisko, d'Izbica ou d'Oppeln, où ils seront assassinés.

## Après la Shoah
Sur les quelque 4 000 Juifs du Burgenland, qui comprenaient également les habitants juifs des trois communes du sud ainsi que des familles isolées dans plus de 100 villages du Burgenland, au moins 1 300 ont été victimes de la Shoah. Après la guerre, seule une poignée de survivants ou d'expulsés sont retournés dans leur ancienne patrie. Aujourd'hui, le Burgenland ne compte pas plus d'une douzaine de personnes de confession juive.

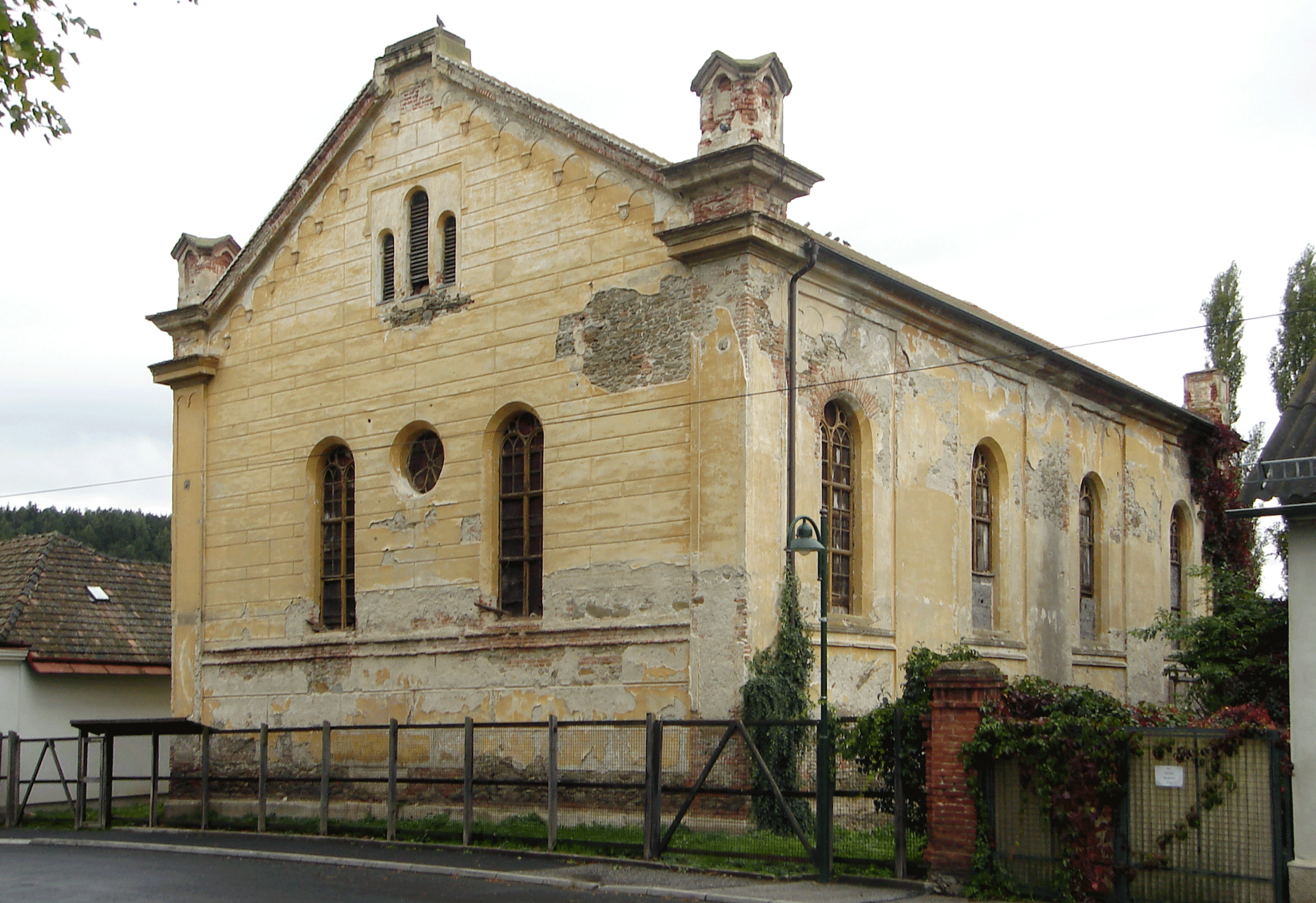
L'ancienne synagogue de Kobersdorf

Parmi les anciennes synagogues des Sheva Kehilot, seule la synagogue de Kobersdorf et la synagogue privée du banquier et Juif de cour Samson Wertheimer ont été conservées. Cette dernière se trouve dans l'actuel Österreichisches Jüdisches Museum (Musée juif autrichien) fondé en 1972 à Eisenstadt. Les autres synagogues du Burgenland ont été détruites par les nazis.
Aujourd'hui, les seuls témoins de l'histoire juive des Sheva Kehilot qui a duré plus de 300 ans, sont les cimetières qui ont été conservés, la synagogue de Kobersdorf, et le Musée juif autrichien à Eisenstadt.